# Mont Sidley
Le mont Sidley, en anglais Mount Sidley, est le plus haut volcan de l'Antarctique avec 4 181 ou 4 285 mètres d'altitude, ce qui l'inclut dans la liste des sept sommets volcaniques. Il est situé dans l'ouest de l'Antarctique, dans la terre Marie Byrd, et il comporte une caldeira en forme de fer à cheval de cinq kilomètres de largeur. Il reste très méconnu hormis des volcanologues.

## Géographie

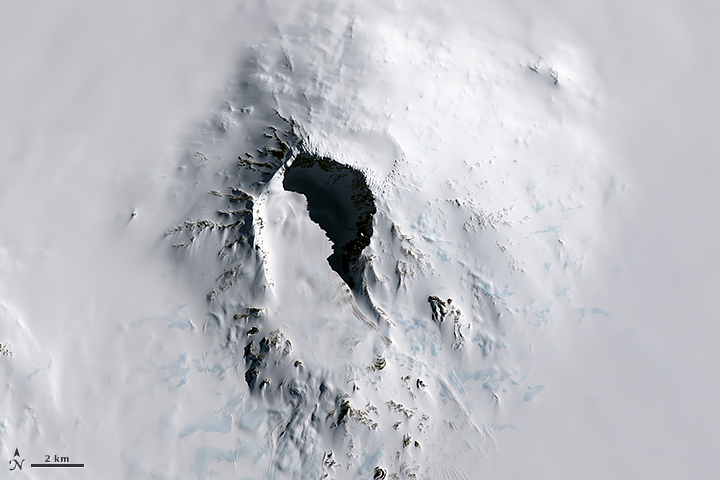
Image satellite du mont Sidley.

Le mont Sidley est situé dans l'Antarctique occidental, dans la terre Marie Byrd. Il fait partie des régions de l'Antarctique qui ne font l'objet d'aucune revendication territoriale. Voisin du mont Waesche situé au sud-ouest, le mont Sidley fait partie de la chaîne du Comité Exécutif, un massif montagneux émergeant de l'inlandsis Ouest-Antarctique,.
Il s'agit d'un volcan bouclier éteint et érodé d'un volume supérieur à 200 km3,. Sa morphologie est grandement affectée par une caldeira de cinq kilomètres de largeur et de 1 200 mètres de profondeur en forme de fer à cheval, ouverte en direction du sud et nommée amphithéâtre Weiss,. Le rebord nord de cette caldeira constitue le point culminant de la montagne avec 4 181, ou 4 285 mètres d'altitude,, ce qui fait du mont Sidley le point culminant de la chaîne du Comité Exécutif et de la terre Marie Byrd, le volcan le plus élevé d'Antarctique et le neuvième plus haut sommet du continent. La proéminence de la montagne n'est cependant que d'environ 2 100 mètres, l'inlandsis entourant le mont Sidley culminant à environ 2 100 mètres d'altitude. Le pic Doumani est le Feyerharm Knoll constituent des antécimes situées respectivement sur le flanc sud et nord-est de la montagne et culminant à 2 675 et 2 595 mètres d'altitude. En direction du sud-ouest se trouve le col Bennett qui le sépare du mont Waesche tandis que le reste de la chaîne du Comité Exécutif s'étend vers le nord. À l'exception de quelques arêtes et versants escarpés, le mont Sidley est recouvert par des glaciers dont le glacier Parks qui occupe la caldeira.
Le volcanisme ayant donné naissance au mont Sidley est associé à un rift au magma alcalin. Les premières laves émises par le volcan sont des phonolites et des trachytes qui forment plusieurs cônes entrés en coalescence. Les trachytes dominent ensuite avec quelques trachyandésites basaltiques, benmoréites et basanites.

## Histoire

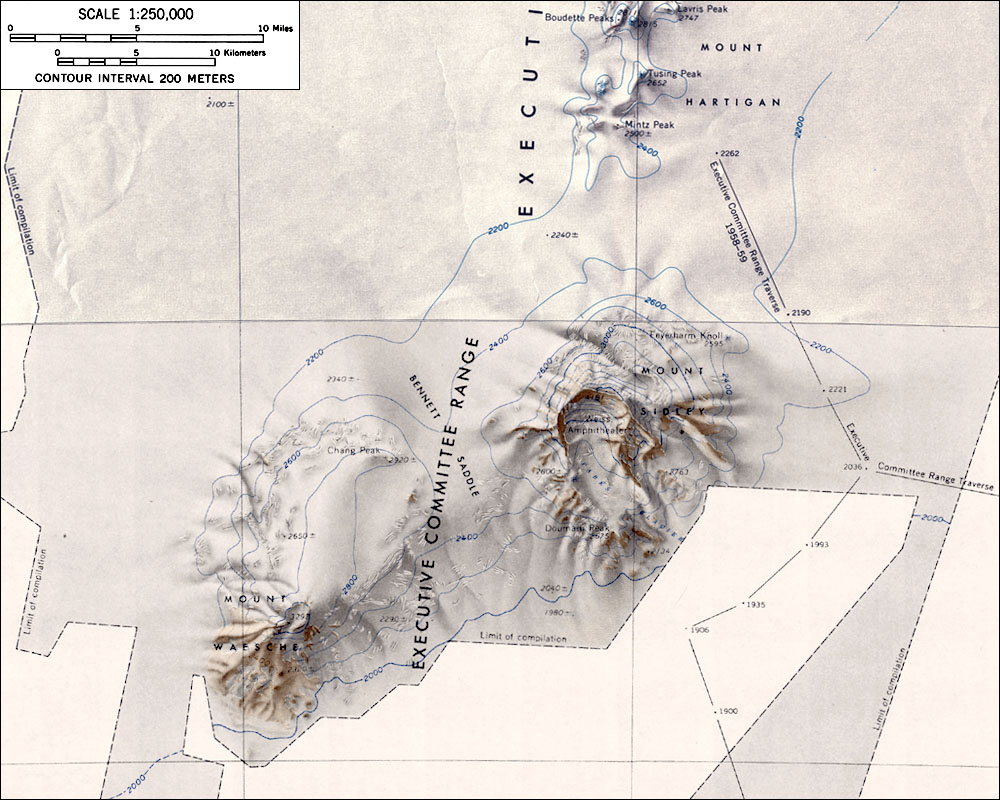
Carte topographique du XXe siècle des monts Sidley et Waesche.

Le mont Sidley a commencé à se former au début du Pliocène, il y a 5,7 millions d'années. Cette première phase voit la croissance de plusieurs cônes qui fusionnent. Elle s'achève par une éruption donnant naissance à une caldeira il y a 4,7 ou 4,8 millions d'années. L'activité volcanique se déplace ensuite à environ cinq kilomètres vers le sud avec la croissance de dômes de lave qui produisent des brèches et des tufs. La troisième phase éruptive commence il y a 4,4 millions d'années par une éruption à l'origine de la formation de la caldeira actuelle. La dernière phase s'achève il y a 4,2 millions d'années avec la formation de cônes de basanite.
Le mont Sidley est découvert le 18 novembre 1934 au cours d'un survol effectué par Richard Byrd, explorateur polaire et aviateur américain. Il nomme la montagne en l'honneur de Mabelle Sidley, la sœur de William Horlick qui a participé à l'expédition antarctique Byrd entre 1933 et 1935. Peu d'expéditions scientifiques s'intéressent à ce sommet si bien qu'il reste largement méconnu à l'exception de sa géologie. La première expédition par voie terrestre a lieu durant l'été austral 1958-1959, avec notamment Bill Chapman et George Doumani. Les deux hommes effectuent des relevés cartographiques et gravissent une partie de la montagne en véhicule à chenilles. Doumani, accompagné de l'Écossais John Pirrit, poursuit à pied mais n'atteint pas le sommet. Sa première ascension est réussie par le Néo-Zélandais Bill Atkinson le 11 janvier 1990.